# Acomys subspinosus
Acomys subspinosus là một loài động vật có vú trong họ Chuột, bộ Gặm nhấm. Loài này được Waterhouse mô tả năm 1837.